# Relaciones Grecia-Venezuela
Las relaciones Grecia-Venezuela son las relaciones internacionales entre Grecia y Venezuela.
Grecia tiene una embajada en Caracas y un consulado honorario en Maracaibo. Venezuela tiene una embajada en Atenas y un consulado honorario en El Pireo.

## Comunidad griega en Venezuela
La información de la oficina consulta en Venezuela estima que la comunidad griega tiene una población estimada de 3 000 personas, de las cuales la mayoría trabaja en comercio y actividades tanto financieras como de negocios. Hay comunidades griegas organizadas principalmente en Caracas y más pequeñas en Valencia, donde se enseña griego y operan iglesias griegas ortodoxas.